# Lily Parr
Lilian Parr (26. dubna 1905 – 24. května 1978) byla anglická fotbalistka, která hrála jako útočnice. Nejvíce se proslavila v Dick, Kerr's Ladies, ve kterém působila v letech 1920–1951.
V roce 2002 byla uvedena do Síně slávy anglického fotbalu.

## Biografie
Její rodiče byli George a Sarah Parrovi, narodila se jako čtvrté ze sedmi dětí v St Helens.
Už od mládí hrála fotbal a ragby.
Začala hrát za St Helens Ladies.
V roce 1920, ve věku 14 let, začala hrát za Dick, Kerr's Ladies.
Během svojí kariéry vstřelila kolem 1000 gólů.